# Integrierte Versorgung
Integrierte Versorgung ist die Idee einer neuen „sektorenübergreifenden“ Versorgungsform im Gesundheitswesen. Sie fördert eine stärkere Vernetzung der verschiedenen Fachdisziplinen und Sektoren (Hausärzte, Fachärzte, Krankenhäuser), um die Qualität der Patientenversorgung zu verbessern und gleichzeitig die Gesundheitskosten zu senken.

## Geschichte

### Seit etwa 1975
Ansätze zur Ablösung der sektoralen Trennung im deutschen Gesundheitswesen durch ein integriertes System gibt es seit etwa 1975 (z. B. Wirtschafts- und Sozialwissenschaftliches Institut des DGB). Bis zur Umsetzung dauerte es jedoch über eine Generation: Zu tief waren in der Zwischenzeit die Gräben zwischen Leistungserbringern und ihren Vertretern auf der einen und den Kostenträgern (Krankenkassen) und ihren Vertretern auf der anderen Seite geworden.
Der Reformversuch „Integrierte Versorgung“ in der Gesundheitsreform 2000 zeigte zunächst kaum Wirkung. Integrationsverträge zwischen Leistungserbringern und Krankenkassen konnten nur mit Zustimmung der Kassenärztlichen Vereinigungen abgeschlossen werden. Hier schienen die Tendenzen zu einem Status quo-Erhalt dominierend zu sein, so dass der Ersatz kollektivvertraglicher durch selektivvertragliche Vereinbarungen nicht stattfand. Am 1. Januar 2004 schaffte die rot-grüne Koalition mit dem GKV-Modernisierungsgesetz die Grundlagen für die Aufweichung der Fronten. In den für die Integrierte Versorgung neu geschaffenen § 140a bis § 140d des Fünften Buches Sozialgesetzbuch (SGB V) wurde festgelegt, dass Leistungserbringer und Krankenkassen auch ohne Zustimmung der Kassenärztlichen Vereinigungen Verträge zur Integrationsversorgung miteinander schließen können. Damit war zum einen die Grundlage für Einzelverträge geschaffen. Die Krankenkassen sind unter diesen Regelungen mit einem deutlichen Machtzuwachs gegenüber den ehemals überlegenen Vereinigungen der Leistungserbringer ausgestattet.
§ 140a Integrierte Versorgung (IV)
(1) Abweichend von den übrigen Regelungen dieses Kapitels können die Krankenkassen Verträge über eine verschiedene Leistungssektoren übergreifende Versorgung der Versicherten oder eine interdisziplinär-fachübergreifende Versorgung mit den in § 140b Abs. 1 genannten Vertragspartnern abschließen.
§ 140b Verträge zu integrierten Versorgungsformen
(1) Die Krankenkassen können die Verträge nach § 140 a Abs. 1 nur mit
1. einzelnen … Ärzten und Zahnärzten und einzelnen … Leistungserbringern …
2. Trägern zugelassener Krankenhäuser …
3. Trägern von Einrichtungen nach § 95 Abs. 1 Satz 2 (Medizinische Versorgungszentren) …
4. Trägern von Einrichtungen, die eine integrierte Versorgung nach § 140 a durch zur Versorgung der Versicherten nach dem 4. Kapitel berechtigte Leistungserbringer anbieten (Managementgesellschaften),
5. Gemeinschaften der vorgenannten …

abschließen. …"

### Seit 2004
In dem Reformwerk von 2004 wurde ein zweiter wichtiger Grundstein für den Erfolg integrierter Versorgungsmodelle gelegt: Zum 1. Januar 2004 wurde nach § 140d SGB V eine Anschubfinanzierung in Höhe von 1 % der Gesamtvergütung ambulanter und stationärer Leistungen bereitgestellt, um die bis dahin zögerliche Inanspruchnahme der neuen Möglichkeiten zu beschleunigen. Danach standen zunächst bis zum Jahr 2006 jährlich maximal 680 Mio. Euro zur Verfügung (220 Mio. Euro aus der vertragsärztlichen Vergütung und 460 Mio. Euro aus der stationären Versorgung). Dieser Zeitraum wurde im Rahmen der aktuellen Gesundheitsreform um ein weiteres Jahr verlängert. Die Anschubfinanzierung reduziert die Budgets der jeweiligen KV-Bezirke, in denen die Integrationsmodelle angesiedelt sind. Die Anschubfinanzierung stellt nur eine Übergangslösung dar. Für das langfristige Überleben der Integrierten Versorgung sind klare Finanzierungsregelungen (Budgetbereinigungen) notwendig. Die Anschubfinanzierung ist mit Inkrafttreten der Gesundheitsreform 2009 beendet.
Entwicklung in der Versorgungslandschaft im Bereich der IV-Verträge: Ende 2004 gab es etwa 300 Integrationsverträge, im Herbst 2005 wurde die Marke von 1000 Verträgen mit einem Vergütungsvolumen von über 300 Mio. Euro erreicht. Zum Ende des 1. Quartals 2007 bestehen laut der Gemeinsamen Registrierungsstelle zur Umsetzung des § 140d SGB V(BQS) genau 3.498 IV-Verträge, die ein Vergütungsvolumen von fast 611 Mio. EUR abdecken. Hinweis: Die Anzahl der Verträge lässt keinen Rückschluss auf die in der Leistungskette kooperierenden Leistungserbringer zu.
Die gesetzliche Krankenversicherung hat im Jahr 2008 41 % mehr Geld gegenüber 2007 für die integrierte Versorgung ausgegeben. Ein Großteil davon fließt den beteiligten Krankenhäusern zu.
Während die Krankenkassen andere Leistungen vom Medizinischen Dienst der Krankenversicherung (MDK) prüfen lassen, wird die Integrierte Versorgung derzeit nur in einzelnen Landesteilen vom MDK regelmäßig mit der Begutachtung Integrierter Versorgungsverträge betraut (z. B. durch den MDK Nordrhein).

### Seit 2011
Zum 1. Januar 2011 wurde mit dem GKV-Versorgungsstrukturgesetz die Liste der potentiellen Vertragspartner im SGB V erweitert. Dabei dürfen jetzt auch u. a. pharmazeutische Unternehmen oder Hersteller von Medizinprodukten als direkte Vertragspartner auftreten. Konkret heißt es seitdem im § 140b Abs. 1 SGB V dazu:
Die Krankenkassen können die Verträge nach § 140a Abs. 1 nur mit einzelnen, zur vertragsärztlichen Versorgung zugelassenen Ärzten und Zahnärzten und einzelnen sonstigen, nach diesem Kapitel zur Versorgung der Versicherten berechtigten Leistungserbringern oder deren Gemeinschaften,
1. Trägern zugelassener Krankenhäuser, soweit sie zur Versorgung der Versicherten berechtigt sind, Trägern von stationären Vorsorge- und Rehabilitationseinrichtungen, soweit mit ihnen ein Versorgungsvertrag nach § 111 Abs. 2 besteht, Trägern von ambulanten Rehabilitationseinrichtungen oder deren Gemeinschaften,
2. Trägern von Einrichtungen nach § 95 Abs. 1 Satz 2 oder deren Gemeinschaften,
3. Trägern von Einrichtungen, die eine integrierte Versorgung nach § 140a durch zur Versorgung der Versicherten nach dem Vierten Kapitel berechtigte Leistungserbringer anbieten,
4. Pflegekassen und zugelassenen Pflegeeinrichtungen auf der Grundlage des § 92b des Elften Buches,
5. Gemeinschaften der vorgenannten Leistungserbringer und deren Gemeinschaften,
6. Praxiskliniken nach § 115 Absatz 2 Satz 1 Nr. 1,
7. pharmazeutischen Unternehmern,
8. Herstellern von Medizinprodukten im Sinne des Gesetzes über Medizinprodukte

abschließen.
2015 wurde mit dem GKV-Versorgungsstärkungsgesetz der Innovationsfonds als Instrument zur Förderung der Integrierten Versorgung und der Versorgungsforschung in Deutschland beschlossen. Er fördert ab dem Jahr 2016 innovative, sektorenübergreifende Versorgungsformen und die Versorgungsforschung mit jährlich 300 Mio. Euro.

## Vertragsgestaltung
Die meisten IV-Verträge nach § 140a SGB V beziehen sich auf bestimmte Indikationsgebiete, es ist jedoch auch möglich, sog. populationsgestützte Verträge für ganze Bevölkerungsgruppen abzuschließen. Häufig wird die Hausarztzentrierte Versorgung nach § 73b SGB V in IV-Verträge eingebettet. Ziel der Verträge zur Hausarztzentrierten Versorgung ist die Stärkung der Rolle des Hausarztes als Koordinator im Gesundheitswesen. Dadurch sollen unter anderem Doppeluntersuchungen und unnötige Krankenhauseinweisungen vermieden werden. Durch die Strukturierung des Behandlungsprozesses soll darüber hinaus die Qualität der Versorgung verbessert werden. Eine wissenschaftliche Studie der Universitäten Frankfurt am Main und Heidelberg aus dem Jahr 2014 hat ergeben, dass Patienten im Rahmen der Hausarztzentrierten Versorgung in Baden-Württemberg besser betreut sind.
Indikationsspezifische IV-Verträge entsprechen dem klassischen Fallmanagement, bei dem ein Krankheitsfall in einem definierten Zeitraum behandelt und standardisiert vergütet wird (bspw. Komplexpauschale). Da operative Indikationen wie z. B. Hüftendoprothesen bei Arthrose durch ihre hochgradige Normierung einen entsprechend übersichtlichen Leistungsumfang mit einem kalkulierbaren Risiko haben, gibt es für solche Indikationen besonders viele Vertragsbeispiele. Kritiker sprechen in diesem Zusammenhang gerne von „IV light“ oder „altem Wein in neuen Schläuchen“. Da es sich jedoch um ganz neue, sektorenübergreifende Kooperationsstrukturen handelt, sind indikationsspezifische IV-Modelle nicht zuletzt als „Übungsfeld“ der beteiligten Akteure zu verstehen. Man wird sich auf diesem Wege komplexeren Modellen, die komplexere Indikationen behandeln, annähern.
Populationsgestützte Versorgung bedeutet im Gegensatz zur indikationsspezifischen Versorgung, dass die Leistungserbringer über Kopfpauschalen (engl. Capitation) bzw. Gesundheitsprämien pro eingeschriebenem Versicherten vergütet werden, gegebenenfalls beschränkt auf eine bestimmte Region. In Reinform, wie sie in den USA gelebt wird, sind solche Verträge bislang in Deutschland noch im Pilotstadium, doch Ärztenetze und bundeslandweite hausarztzentrierte Versorgungsmodelle (AOK Sachsen, Barmer Hausarztvertrag für bestimmte Gebiete in Deutschland) stellen erste Schritte in diese Richtung dar.
Der langfristige Trend geht von einfachen indikationsbezogenen hin zu komplexeren Verträgen, die mehrere Sektoren überspannen, schwierigere Indikationen beinhalten und ganze Versorgungslandschaften entwickeln. Nach dem im deutschen Gesundheitswesen oft vernachlässigten Grundsatz „Geld folgt Leistung“ werden sich in der Zukunft außerdem in größerem Umfang erfolgsorientierte Vergütungsstrukturen etablieren, die mit Hilfe medizinischer Leitlinien eine Messung des Gesundungsfortschritts versprechen. Die Diskussion um eine leitlinienbasierte Medizin ist in der deutschen Gesellschaft nicht abgeschlossen.
Einige Leistungserbringer stellen die Inhalte der von ihnen geschlossenen Verträge im Internet zur freien Verfügung. Von den Versicherern werden hingegen Verträge mit Hinweis auf Wettbewerbsverbote oder fehlende Offenlegungspflicht üblicherweise nicht publiziert. Es existiert eine Datenbank bei der Registrierungsstelle, die durch das BQS Institut für Qualität & Patientensicherheit bis zum Auslaufen der Anschubfinanzierung im Jahr 2008 betrieben wurde. Daten zur Vertragsentwicklung in den Folgejahren finden sich lediglich im Jahresgutachten 2012 des Sachverständigenrats zur Begutachtung der Entwicklung im Gesundheitswesen. Patienten können sich von ihrer Krankenkasse über Verträge, Vertragsinhalte und Vertragspartner informieren lassen.

## Verwandte Vertragsformen
Die Integrierte Versorgung kann als Teilkomponente eines modifizierten Managed care Systems nach US-Vorbild angesehen werden. Dieses ist im Gegensatz zum deutschen Krankenversicherungsmodell Bismarck'scher Prägung primär betriebswirtschaftlich ausgelegt und dient eher der Gesunderhaltung (siehe Health Maintenance Organization (HMO)) als der Versicherung bereits eingetretener Gesundheitsschäden.
Weitere Managed-Care-Komponenten, die mit der Gesundheitsreform 2000 in Deutschland auf den Weg gebracht wurden, sind Disease-Management-Programme (DMP) und Diagnosis Related Groups (DRG). Gemeinsam zielen diese Maßnahmen darauf ab, standardisierte Behandlung zu standardisierten Preisen anzubieten. Ziel ist die Schaffung von Transparenz durch bessere Vergleichbarkeit der erbrachten Leistungen.

## Vom Mengen- zum Qualitätsmodell
Die im Folgenden beschriebenen drei Ansätze zur sog. indikationsgestützten IV zeigen beispielhaft, wie man über das inzwischen vielfach beschriebene Modell der Mengenskalierung gegen Preisrabatt hinausgehen und stattdessen geldwerte Qualitätsmomente in IV-Verträge einbringen kann.
1. Case Management: Sind bei der Behandlung chronischer Erkrankungen mehrere Ärzte beteiligt, so kann es zu Abstimmungsproblemen und nebenbei auch Anreizverzerrungen kommen. Traditionelle Lösungen wie standardisierte Behandlungspfade, Fallkonferenzen etc. stoßen bei langen und variablen Verläufen mit rekursiven Elementen an ihre Grenzen. Für solche Indikationen kann ein Case-Manager eingesetzt werden, der immobile Patienten regelmäßig ambulant besucht oder mobile Patienten in seine Sprechstunde einlädt. Er ist verantwortlich für den gesamten Prozess und überwacht die Maßnahmen aller beteiligten Therapeuten. Für Patienten wie auch für die am IV-Vertrag beteiligten Leistungserbringer kann das Case Management eine zentrale Rolle für die Versorgungsqualität und die Zusammenarbeit übernehmen (siehe hierzu auch: Evaluationsergebnisse IV-Modell „Endoprothetik Münster“).
2. Modulare Komplexpauschalen: Bei komplexen langwierigen Behandlungen über ambulante und stationäre Sektoren hinweg (z. B. Krebserkrankungen) ist eine Modularisierung der Komplexpauschalen zur Vergütung sinnvoller als die Bepreisung heterogener Fälle mit Durchschnittswerten. Ziel ist es, durch geeignete Vergütungsmodule einen Anreiz zu kürzeren Krankenhausaufenthalten zu bieten. So kann man z. B. durch höherpreisige Aufnahme- und Entlassungsmodule mit entsprechenden Folgeangeboten für teilstationäre und ambulante Versorgung das häusliche Umfeld stärker einbeziehen und gleichzeitig den Patienten aktivieren.
3. Komplettpakete: Für inhomogene Indikationen, die aber im therapeutischen Prozess ähnlich sind, sind Komplettpakete sinnvoll. Sie könnten z. B. beim ambulanten Operieren gemäß EBM 2000plus die präoperative Standarddiagnostik, Nachversorgung, Komplikationsmanagement und eine zeitlich befristete Qualitätsgarantie enthalten.

Über diese drei indikationsorientierten Varianten hinaus gibt es noch die populationsgestützte Form der integrierten Versorgung. In dieser wird die komplette Versorgung oder eine Gruppe wesentlicher Versorgungsformen durch eine Leistungserbringergemeinschaft gegen eine morbiditätsadjustierte Kopfpauschale erbracht.